# Escuela Técnica Superior de Ingeniería (Universidad de Sevilla)
La Escuela Técnica Superior de Ingeniería es un centro docente de la Universidad de Sevilla, donde se imparten la mayoría de las enseñanzas de ingeniería. 

## Localización
El edificio donde se ubica la Escuela es el antiguo pabellón Plaza de América de la Expo 92, sede de la mayoría de países sudamericanos durante el evento. Se localiza en la zona norte del Parque Científico y Tecnológico Cartuja, junto a la Ronda de Circunvalación SE-30 antes de llegar al Puente del Alamillo. La sede de Ingenieros, junto a la zona de laboratorios anexa, se enmarca dentro del Campus de la Cartuja de la Universidad de Sevilla, donde también se incluye la Facultad de Comunicación y en un futuro la Escuela Politécnica Superior, actualmente en distrito de Los Remedios.

Al sur de la Escuela se encuentra el Parque Temático de Isla Mágica, al este están las instalaciones del gimnasio Cartuja Sport, al norte una bolsa de aparcamientos y al oeste la zona de laboratorios y actividades de deporte y aire libre. Además, el edificio está rodeado de aparcamientos perpendiculares a la calzada.

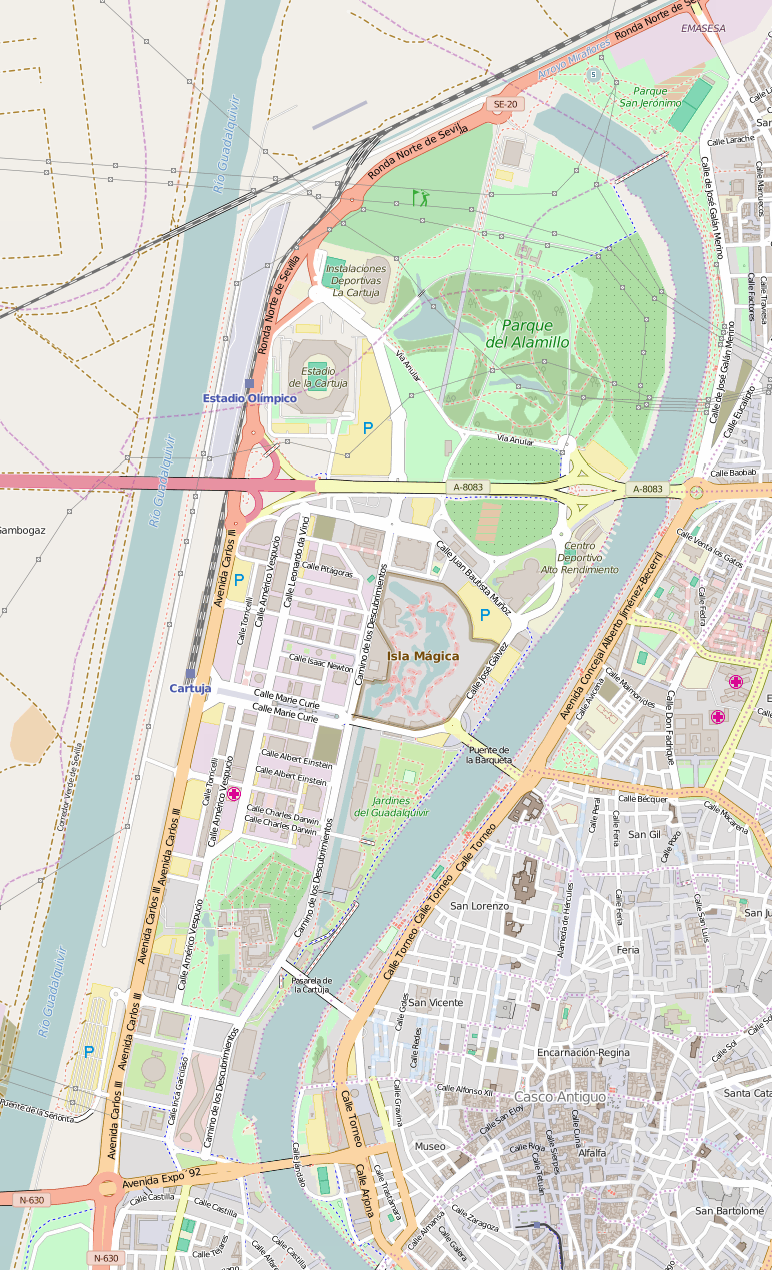
Mapa de la Isla de la Cartuja

## Historia
La institución es fundada en 1963, bajo el patrocinio de la Organización para la Cooperación y el Desarrollo Económico (OCDE). El primer plan de estudios de Ingeniero Industrial, un plan piloto de la OCDE, fue aprobado en julio de 1967.
Las obras de construcción del edificio, situado en la Avenida de Reina Mercedes, comenzaron en agosto de 1965, iniciándose las actividades docentes en el pabellón L-1 un año más tarde, en septiembre de 1966. La Escuela se inauguró oficialmente en abril de 1967, siendo D. José María Amores Jiménez el primer Director de la misma.
En 1972 sale la primera promoción de ingenieros industriales. El Plan OCDE se empieza a extinguir en 1976, siendo sustituido por el Plan de 1964, que era el que se impartía en las demás Escuelas de España.
En 1991 se empiezan a impartir los estudios de Ingeniería de Telecomunicación, en 
1994 los de Ingeniería Química, Ingeniería Electrónica, Ingeniería en Automática y Electrónica Industrial e Ingeniería de Organización Industrial, y en 2002 los de Ingeniería Aeronáutica.
Durante el curso 1997/1998, la Escuela se traslada a su sede actual en la Isla de la Cartuja.

## Transporte
| Tipo de transporte      | Estado      | ID | Nombre  | Itinerario                                                                         | Operadora | Parada                                |
| ----------------------- | ----------- | -- | ------- | ---------------------------------------------------------------------------------- | --------- | ------------------------------------- |
| Autobús urbano circular | Activa      | C1 | C1      | Barqueta-Macarena-Estación de Santa Justa-Nervión-Prado de San Sebastián           | TUSSAM    | Juan Bautista Muñoz (Esc. Ingenieros) |
| Autobús urbano circular | Activa      | C2 | C2      | La Cartuja-Torre Sevilla-Triana-Los Remedios-Prado de San Sebastián                | TUSSAM    | Juan Bautista Muñoz (Esc. Ingenieros) |
| Cercanías de Sevilla    | Inactiva    |    | C-2     | La Cartuja-Estadio Olímpico-San Jerónimo-Santa Justa                               | Adif      | Sevilla-Cartuja                       |
| Metro de Sevilla        | En proyecto |    | Línea 4 | La Cartuja-Torre Sevilla-Triana-Los Remedios-Reina Mercedes-Ramón y Cajal-Macarena | FJA       | Estación de Ingenieros                |

## Titulaciones a partir de 2010
A partir del curso 2010-11, se imparten las siguientes titulaciones adaptadas al Espacio Europeo de Educación Superior: 

### Grado
- Título de Grado en Ingeniería en Tecnologías Industriales.
- Título de Grado en Ingeniería de Tecnologías de Telecomunicación.
- Título de Grado en Ingeniería Química.
- Título de Grado en Ingeniería Aeroespacial.
- Título de Grado en Ingeniería Civil.
- Título de grado en Ingeniería de la Energía (conjunto con la Universidad de Málaga).
- Título de grado en Ingeniería en Organización Industrial (conjunto con la Universidad de Málaga).
- Título de grado en Ingeniería Electrónica, Robótica y Mecatrónica (conjunto con la Universidad de Málaga).[1]

### Postgrado
- Título de máster en Electrónica, Tratamiento de Señal y Comunicaciones.
- Título de máster en Sistemas de Energía Eléctrica.
- Título de máster en Automática, Robótica y Telemática.
- Título de máster en Diseño Avanzado en Ingeniería Mecánica.
- Título de máster en Organización Industrial y Gestión de Empresas.
- Título de máster en Ingeniería Ambiental.
- Título de máster en Sistemas de Energía Térmica.
- Doctorado en Electrónica, Tratamiento de Señal y Comunicaciones.
- Doctorado en Sistemas de Energía Eléctrica.
- Doctorado en Automática, Robótica y Telemática.
- Doctorado en Diseño Avanzado en Ingeniería Mecánica.
- Doctorado en Organización Industrial y Gestión de Empresas.
- Doctorado en Tecnología Química y Ambiental.
- Doctorado en Sistema de Energía Térmica.[2][3]

## Asociaciones de Alumnos
La Escuela Técnica Superior de Ingeniería destaca por su apoyo a los alumnos para asociarse y participar en actividades extracurriculares.

### ESTIEM LG SEVILLA
ESTIEM es la única red de ámbito europeo que une a los estudiantes de Ingeniería Industrial y similares. El objetivo principal es fomentar las relaciones entre los estudiantes de toda Europa y apoyarlos en su desarrollo personal y profesional. A diferencia de otras asociaciones de la Escuela la inscripción es gratuita e incluye la posibilidad de participar en numerosos eventos que fomentan una mentalidad internacional, trabajo en equipo y aprendizaje continuo.
A través de ESTIEM LG SEVILLA  cualquier empresa del ámbito de la Ingeniería puede acceder a los alumnos de la Escuela para dar formación o ponencias. En los últimos años este grupo local se ha consolidado como un equipo de gran actividad, participando en la organización de la Feria de Empleo de la propia Escuela o siendo reconocido por haber organizado el segundo mejor evento de toda Europa (Vision 'Robotics and Mechatronics' - 2018).
La asociación se organiza con un sistema similar al de cualquier empresa del sector, los miembros se dividen en comités:
- ITC: Comité de Tecnologías de la Información
- CRC: Comité de Relaciones Corporativas
- PRC: Comité de Publicidad y Relaciones Públicas
- Tesorería y Legalidad

La junta directiva del grupo local está formada por los responsables de cada comité, la presidencia, la vicepresidencia, el/la vocal y un responsable de la conexión internacional con el resto de grupos locales.
Más información en su sitio web.

## Otras actividades
La Escuela Técnica Superior de Ingeniería de Sevilla acoge numerosas actividades, entre las que destacan entre otros, el Foro Aeronáutico de Andalucía, la sede local de EUROAVIA, AICIA, etc.